# Pedro Cevallos Guerra
Pedro Ceballos (o Cevallos) Guerra o Pedro de Ceballos Guerra de la Vega (San Felices de Buelna, Cantàbria, 1 d'agost de 1759 - Sevilla, 29 de maig de 1838) va ser un estadista espanyol de principis del segle xix. Nascut en el Palau de la Calva, va ser Ministre d'Estat de Carles IV i també de Ferran VII, així com Ministre de Negocis Estrangers amb Josep Bonaparte.

## Biografia
De formació jurídica i diplomàtica, aviat va ingressar en l'administració pública. Però va anar possiblement gràcies a la seva condició de cosí polític de Manuel Godoy com va arribar a ser Primer Secretari d'Estat i del Despatx entre el 13 de desembre de 1800 i el 19 d'abril de 1808, i va presidir l'últim govern del regnat de Carles IV, i el primer del seu fill, Ferran VII, en qui el seu pare havia abdicat al març de l'últim any. Va estar retingut al costat del rei, a Baiona i present en les abdicacions que al maig de 1808 van acabar per donar la corona d'Espanya a Josep I Bonaparte, germà del llavors emperador francès Napoleó Bonaparte. Membre de l'Assemblea que va redactar l'anomenada Constitució de Baiona, el propi Josep I el va designar Ministre de Negocis Estrangers en el seu primer gabinet, instituït al juliol d'aquest any, però va presentar la seva dimissió immediatament; res més recuperar la llibertat es va unir a la Junta Central Suprema i Governativa que s'havia format a Espanya després de la captura del rei. Al setembre va formular la denúncia literària a Napoleó, la seva primera obra es va traduir a diversos idiomes, que després completaria amb altres similars, per descobrir al món el procedir de Napoleó per fer-se amo del poder absolut.
De nou presidiria un gabinet de govern amb Ferran VII en el període 1814-1816, va rebre llavors la distinció més alta, l'Orde del Toisó d'Or.

### Antecedents familiars
El pare, Francisco Javier de Ceballos Guerra, en 1750 va ser un personatge de gran influència a La Montaña. Casat amb Margarita Guerra de la Vega, filla major d'Ignacio Guerra de la Vega i d'Ángela Peredo, de la il·lustre Casa de la Vega, a Ibio, de la qual també descendia Fra García Guerra, Arquebisbe i Virrei de Mèxic al començament del segle xvii. Va ser contractista de les obres del Camí ral i de les fustes que s'assortia la Reial Drassana de Guarnizo, on llavors es construïa una gran part de les naus de l'Armada Espanyola.
Amb sis anys, va ingressar al Col·legi dels Escolapis de Villacarriedo, igualment va fer els seus estudis a l'escola de nens del Convent de San Francisco de Soto Iruz (Valle de Toranzo); als onze anys, va internar al Regina Coeli de Santillana del Mar, sent guanyador del curs de Lògica a les càtedres d'aquest convent del curs 1770-1771, juntament amb Pedro García Diego, futur secretari gral. de la Reial Societat Cantàbrica.
Als quinze anys, va arribar a la Universitat de Valladolid per estudiar lleis (1774), es va graduar com Batxiller de Lleis i també en Cànons, i en el curs de 1781 efectuava la substitució d'una càtedra d'institucions civils, per nomenament del Claustre de la Facultat. En acabar els seus estudis com a llicenciat en Dret Civil i Canònic, passa directament a ser professor d'aquesta Universitat, i advocat de la Reial Cancelleria de Valladolid des de març de 1787.
Al començament de l'última dècada del segle xviii, va ingressar en la diplomàcia, com a secretari de l'ambaixada de Lisboa; dos anys més tard va ser nomenat Ministre Togat del Consell d'Hisenda; el 17 de setembre de 1797, enviat extraordinari i Ministre Plenipotenciari (ambaixador en missió especial) prop de sa Majestat siciliana i posteriorment Gentilhome de cambra amb exercici.

### Carrera política
El 13 de desembre de 1800 va ser nomenat per Carles IV, com a Primer Secretari d'Estat i del Despatx, fet publicat a la Gaseta de Madrid el dia 26 de desembre; successivament va ser nomenat Secretari de la Reina i del Conseller d'Estat. A partir de 1801, les seves responsabilitats van entrar en una època de grans dificultats; negociacions del més alt nivell i sofrint les irregularitats governamentals originades per l'ambició de Manuel Godoy, així com les derivades de la submissió de Napoleó a Espanya per un tractat lamentable de finals del segle anterior. En 1802 va rebre el títol de cavaller de l'Orde de Carles III.
En el més de març de 1808 Carles IV li va demanar que comuniqués al príncep, que anava a abdicar a favor seu, i que a les set de la tarda li anava a fer lliurament de la corona. Va demanar al seu fill que el seguís mantenint com a ministre, la qual cosa va ser respectat pel nou monarca.
Després dels esdeveniments d'Aranjuez i després de prendre Portugal, els francesos seguien entrant pels Pirineus arribant fins a Madrid. Napoleó convida Ferran VII a través del gral. Savary a reunir-se amb ell, sota el pretext d'acudir a Espanya i reconèixer-lo com a Rei d'Espanya, a força d'enganys, encara dubtant Ferran VII acudeix a la seva trobada a Baiona.
En qualitat de primer ministre, Pedro Cevallos forma part de la comitiva reial i li comunica al monarca dubtes raonables sobre les intencions de Napoleó. Capturat el monarca a Baiona i confinat al seu costat, va ser el primer que es va enfrontar dialècticament a Napoleó, en defensa del Rei i d'Espanya. Pedro Cevallos mantenia informat al rei sobre els fets de l'aixecament del 2 de maig de 1808 a Madrid, hàbilment; doncs Napoleó controlava la correspondència; a través de dos o tres conductes més, per la qual cosa el Rei com la Junta Central Suprema i Governativa estaven al corrent dia a dia dels esdeveniments. Pedro Cevallos surt de Baiona accedint a la insistència de Josep Bonaparte perquè formés part del nou govern. El dia de la seva dimissió, comunica a Josep I que havia acceptat la seva oferta de govern per poder sortir de Baiona, quan el tenia retingut. L'emperador francès va dictar una ordre executiva que "allà on se'l prengués fos passat per les armes"
Al setembre publicava la seva obra, que va ser traduïda a diversos idiomes i va servir per denunciar Napoleó davant els diferents països d'Europa: "Exposición de los hechos y maquinaciones que han preparado la usurpación de la Corona de España y los medios que el emperador de los Franceses ha puesto en obra para realizarla". Amb data 14 d'octubre, del president de la Junta Central Suprema i Governativa, el Comte de Floridablanca; es va dirigir a ell "pels seus vasts i delicats coneixements de la Diplomàcia i el seu acreditat patriotisme" tant el Rei Ferran VII, com la pròpia junta s'havien dignat nomenar-lo "Secretari d'Estat i del Despatx". Igualment a l'octubre de 1808, Francisco Palafox y Melzi, llavors Brigadier de l'exèrcit i Oficial de Reials Guardes de Corps, representant per Aragó en la Junta Suprema Central i germà de l'heroi de la guerra del francès en la Defensa d'Aragó, el felicita "l'enhorabona per haver estat confirmat, per aclamació universal, en la seva ocupació de Secretari d'Estat, en el que he rebut un singular plaure" Iniciada la guerra del francès, la Junta Central el va nomenar màxim responsable del govern; per mitjà del decret que el 15 d'octubre de 1808 formava del primer gabinet oposat a la invasió francesa; però no va arribar a prendre possessió i va ser substituït de forma interina per Martín de Garay y Perales. El gener de 1809, Pedro Cevallos es trasllada a Londres en el buc Algesires en qualitat de Ministre Plenipotenciari i Enviat Extraordinari del Rei Ferran VII. Va obtenir un emprèstit de seixanta milions de pesos per poder continuar la lluita contra els francesos i redobla els seus esforços per a l'enviament d'armament i uniformes per a l'exèrcit espanyol, i amb relació a una petició que li havia fet el Comte de Maceda; així li contestava el dia 8 de setembre "Abans que aquesta arribi a v.m. s'hauran rebut a Gijón 10.000 fusells que a la meva sol·licitud ha remès aquest govern per auxiliar a l'exèrcit de Galícia".

## La fi de la Guerra
El 15 de novembre de 1814, Ferran VII el torna a nomenar Primer Secretari d'Estat i del Despatx; de nou presidiria un gabinet de govern, en el període 1814-1816; càrrec pel qual va ser designat en quatre ocasions des de desembre de 1800. En agraïment a tots els seus serveis, va rebre llavors la distinció més alta, l'Orde del Toisó d'Or.
A la seva mort va deixar un important arxiu que contenia nombrosos documents relatius als esdeveniments més rellevants que va deure afrontar en primera fila, durant els regnats de Carles IV i Ferran VII. Aquest arxiu està format per quaranta-tres carpetes amb la correspondència que va mantenir, a més de dos projectes de Constitució que es van perdre, amb documents de gran importància.
Té una breu aparició en l'obra "Memorias de un Cortesano de 1815" que forma part dels Episodios Nacionales de Benito Pérez Galdós. Té un carrer dedicat prop de Puertochico (Santander).